# Musaranya monax
La musaranya monax (Crocidura monax) és una espècie de mamífer eulipotifle de la família de les musaranyes (Soricidae) que viu al nord de Tanzània i, possiblement, l'oest de Kenya. No se sap gaire cosa sobre el seu hàbitat i la seva ecologia. Es desconeix si hi ha cap amenaça significativa per a la supervivència d'aquesta espècie.